# Automedusa
Automedusa (in greco antico: Αὐτομέδουσα?, Automèdūsa) è un personaggio della mitologia greca. Fu la prima moglie di Ificle.

## Genealogia
Figlia di Alcatoo fu moglie di Ificle e madre di Iolao.

## Mitologia
La storia dell'amore tra Ificle e Automedusa è testimoniata da molte antiche fonti. Tra queste apporta una variante molto interessante Platone che nel Simposio narra di come Automedusa si fosse perdutamente innamorata di Ificle, malgrado questi fosse molto più grande di lei, per i grandi occhi cerulei.

Platone definisce l'amore tra i due «sublime incanto di anime amanti».